# Switch On Bach
Switch On Bach är en singel av det franska synth/elektroniska bandet Moderne. Låten handlar bland annat om Johann Sebastian Bachs låt Air.

## Låtlista
| A | Switch On Bach     | 3:02 |
| B | Qu'Elle Me Caresse | 3:22 |